# 伯嘉讷
伯嘉訥（?—?），康里人，元朝政治人物，阿沙不花之子。
伯嘉訥为官廉直剛敏，憂國如憂家。曾经担任京尹（大兴府尹），屯儲衛誘使小民梅凍兒誣告海商一百一十六人為盜而掠其财物，獄成，械送刑部，朝廷命伯嘉訥審理，调查后发现其冤情，上奏丞相釋放了海商，归還其财物。後官至翰林侍讀學士。